# Lucio Pomponio Flacco
Lucio Pomponio Flacco (in latino Lucius Pomponius Flaccus; ... – 33) è stato un politico e militare romano.

## Biografia
Flacco era un homo novus, amico intimo dell'imperatore Tiberio e suo compagno di bevute. Venne nominato console nel 17 insieme a Gaio Celio Rufo e fu proprio in quell'anno che Germanico, figlio adottivo di Tiberio, celebrò il trionfo. Nel 19 Tiberio lo mandò come governatore nella Mesia, poiché Flacco era legato da un'intima amicizia con il re della vicina Tracia, Rescuporide II. Rescuporide era accusato di aver assassinato il fratello, Cotys VIII, e quindi era intenzione del Principe di portarlo a Roma. Flacco allora andò in Tracia per incontrare il re e lo condusse fino ai posti di blocco romani dove, attraverso false promesse, fu imprigionato, portato nella capitale imperiale, processato in Senato e mandato in esilio. Nel 22, Flacco diventò governatore della Siria e iniziò un'amicizia con il principe giudeo Erode Agrippa. Flacco accolse Erode nella sua corte ad Antiochia poiché si erano già conosciuti a Roma e lo prese come consigliere insieme a suo fratello Aristobulo. Agrippa e Aristobulo erano però spesso in disaccordo e quest'ultimo riuscì a inimicare il fratello e il governatore: quando le due città di Damasco e di Sidone erano in conflitto per dei territori, Agrippa si fece offrire del denaro dai damasceni per favorirli presso Flacco; allora Aristobulo, che scoprì questa faccenda, lo riferì al governatore che cacciò Agrippa dalla sua casa. Flacco morì poco dopo, nel 33, mentre ricopriva ancora il proconsolato in Siria.